# 李祜
李祜（?—?），唐朝皇子，是唐昭宗之子，生母不详。
《新唐书》中排序第十五位，在昭宗第十二子李祥后五位。天祐元年（904年）二月廿九日，李祜被他父亲唐昭宗封为嘉王。其后事迹不详。
　　